# 조지프 베리 키넌
조지프 베리 키넌(Joseph Berry Keenan, 1888년 1월 17일 ~ 1954년 12월 8일)은 미국의 정치인, 변호사이다. 극동 국제 군사 재판의 수석 검사를 맡은 바가 있다.

## 생애
미국 로드아일랜드주에서 태어났다. 1910년 브라운 대학교를 졸업했다. 그후 하버드 로스쿨을 졸업하고 변호사가 되었다. 1945년 11월 29일에 해리 트루먼 대통령으로부터 일본의 전범 수사 법률 고문단 단장에 임명되어 이듬해 극동 국제 군사 재판의 수석 검사가 되었고, 그 곳에서 만주국 황제 푸이를 검사 측 증인으로 세웠다. 또한, 푸이는 일본 침략의 희생자였으며 이용당했을 뿐이었음을 증명하려 하기도 했다.

## 같이 보기
- 로드아일랜드주